# Фишер-Хомбергер, Эстер
Эстер Фишер-Хомбергер (15 мая 1940 – 21 марта 2019) – швейцарский психиатр и историк медицины.  Ее исследования были сосредоточены на истории психиатрии, психосоматики и судебной медицины, а также на истории болезни женщин. 

## Биография
Эстер Фишер-Хомбергер родилась в швейцарском городе Аффольтерн-ам-Альбис (кантон Цюрих), 15 мая 1940 года.  Она училась в школе в Цолликоне, недалеко от Цюриха и Базеля . Фишер-Хомбергер получила медицинскую степень в Невшателе и Цюрихе, ее диссертация по истории психиатрии была посвящена теме «Круговое безумие». 
С 1968 по 1973 год она была ассистентом у Эрвина Хайнца Аккеркнехта в Институте истории медицины Цюрихского университета. Ее хабилитация «Травматический невроз; от соматических к социальным страданиям» (1975 г.) прошла в Цюрихском университете.  С 1978 по 1984 год она работала заведующим кафедрой истории медицины в Бернском университете, из которого она ушла в 1984 году, чтобы заняться психотерапевтической практикой. В 1993 году она получила диплом практикующего массажиста Института Эсален, Калифорния . После работы ассистентом в центре кризисного вмешательства Психиатрической службы университета в Берне (KIZ / UPD Bern), она работала специалистом по психиатрии и психотерапии с 2005 года.
Фишер-Хомбергер интересовалась психологическими и социальными функциями или дисфункциональностью слов и понятий, особенно в психиатрических, психотерапевтических и медицинских целях. Ее исследования были сосредоточены на истории психиатрии, психосоматики и судебной медицины, а также на истории болезни женщин. Она провела исследование Пьера Жане (1849–1947). С 1961 по 2015 год она работала в различных СМИ в качестве рецензента.
Эстер была замужем за Каспаром Фишером (1938-2000) с 1965 по 1988 год. У них было трое детей: два сына и дочь. С 1984 года она жила с Мари-Луизой Кённекер вместе с сыном в одном доме в Берне. Фишер-Хомбергер умерла 21 марта 2019 г. 

## Избранные работы
- Das zirkuläre Irresein. Juris, Zürich 1968 (Zürcher medizingeschichtliche Abhandlungen, Neue Reihe, Band 53).
- Hypochondrie. Melancholie bis Neurose: Krankheiten und Zustandsbilder. Huber, Bern 1970.
- Die traumatische Neurose. Vom somatischen zum sozialen Leiden. Huber, Bern 1975, ISBN 3-456-80123-8; Psychosozial, Giessen 2004, ISBN 3-89806-275-9.
- Geschichte der Medizin. Springer, Berlin/ Heidelberg/ New York 1975; 2. Auflage ebenda 1977, ISBN 3-540-07225-X.
- Krankheit Frau und andere Arbeiten zur Medizingeschichte der Frau. Huber, Bern 1979, ISBN 3-456-80688-4.
- Medizin vor Gericht. Gerichtsmedizin von der Renaissance bis zur Aufklärung. Huber, Bern 1983, ISBN 3-456-81282-5.
- Götterspeisen, Teufelsküchen (hrsg. mit Marie-Luise Könneker). Luchterhand, Frankfurt am Main 1990, ISBN 3-630-86732-4.
- Hunger – Herz – Schmerz – Geschlecht. Brüche und Fugen im Bild von Leib und Seele. eFeF, Bern 1997, ISBN 3-905561-14-X.

## Внешние ссылки
- Die Ära Esther Fischer-Homberger, 1978-1984, by Urs Boschung, in Medizingeschichte  an der Universität Bern. Von den Anfängen bis 2011. pgs. 94–106. (in German)